# Regola di Gloger
La regola di Gloger è una regola biologica che afferma che, all'interno di una specie a sangue caldo (endotermi), le forme più fortemente pigmentate tendono ad essere rinvenute negli ambienti più umidi, cioè in prossimità dell'equatore.
Fu così chiamata in onore dello zoologo Constantin Wilhelm Lambert Gloger, che per primo osservò e definì questo fenomeno nel 1833 in una pubblicazione sulla covarianza del clima e del colore del piumaggio degli Uccelli (Erwin Stresemann nota che l'idea era già stata precedentemente espressa da Pallas in Zoographia Rosso-Asiatica (1811)).
Gloger osservò che gli uccelli degli habitat più umidi tendono ad essere più scuri di quelli che popolano regioni a maggiore aridità. Oltre il 90% delle 52 specie del Nord America osservate seguono questa regola.
Una spiegazione della regola di Gloger per il caso degli uccelli sembra essere un'accresciuta resistenza delle penne scure ai batteri che degradano penne e peli, come il Bacillus licheniformis. Le penne negli ambienti umidi hanno una maggiore carica batterica e gli ambienti umidi sono più idonei per la crescita batterica; le penne scure o i peli scuri sono maggiormente resistenti alla degradazione.
Le eumelanine, più resistenti e di colore dal marrone scuro al nero, sono accumulate nelle regioni calde ed umide, mentre nelle regioni aride sono predominanti le feomelanine, di colore da rossastro a giallo sabbia, per l'effetto benefico della cripsi.
Tra i Mammiferi, esiste una marcata tendenza ad avere il colore della pelle più scuro nelle regioni equatoriali e tropicali rispetto agli individui delle alte latitutidini.
In questo caso, la causa soggiacente potrebbe essere la migliore protezione nei confronti di un'eccessiva esposizione alla radiazione UV solare che avviene alle basse latitudini.
Comunque, l'assorbimento di una certa quantità di radiazione UV è essenziale per la produzione di alcune vitamine, in particolare della vitamina D (si veda in proposito Osteomalacia).
Questo principio è stato anche ampiamente dimostrato tra le popolazioni umane. Le popolazioni che si evolvettero in ambienti più soleggiati più prossimi all'equatore tendono ad essere di pigmentazione più scura delle popolazioni originarie di luoghi più distanti dall'equatore.
Ci sono comunque delle eccezioni: tra le meglio conosciute vi sono i Tibetani e gli Inuit, che hanno una pelle più scura di quanto ci si potrebbe attendere per le loro latitudini di origine. Nel primo caso, sembra che vi sia stato un adattamento all'intenso irraggiamento da radiazione UV presente sull'Altopiano del Tibet, mentre nel secondo caso la necessità di assorbire radiazione UV è ridotta dalla dieta degli Inuit, che è naturalmente ricca in Vitamina D.